# 紀元前540年
紀元前540年（きげんぜんごひゃくよんじゅうねん）は、西暦（ローマ暦）による年。
紀元前1世紀の共和政ローマ末期以降の古代ローマにおいては、ローマ建国紀元214年として知られていた。紀年法として西暦（キリスト紀元）がヨーロッパで広く普及した中世時代初期以降、この年は紀元前540年と表記されるのが一般的となった。

## 他の紀年法
- 干支 : 辛酉
- 日本
  - 皇紀121年
  - 安寧天皇9年
- 中国
  - 周 - 景王5年
  - 魯 - 昭公2年
  - 斉 - 景公8年
  - 晋 - 平公18年
  - 秦 - 景公37年
  - 楚 - 霊王元年
  - 宋 - 平公36年
  - 衛 - 襄公4年
  - 陳 - 哀公29年
  - 蔡 - 霊侯3年
  - 曹 - 武公15年
  - 鄭 - 簡公26年
  - 燕 - 恵公5年
  - 呉 - 余祭8年
- 朝鮮
  - 檀紀1794年
- ベトナム :
- 仏滅紀元 : 5年
- ユダヤ暦 : 3221年 - 3222年

## できごと

### オリエント
- アケメネス朝ペルシアの王キュロス2世が、新バビロニア王国に対する軍事行動を本格化させる。
- 小アジア南部のリュキア地方でペルシア軍が進軍し、主要都市クサントスが激しい戦闘の末に陥落しペルシアの支配下に入る（おおよその年代）。

### ギリシア
- ギリシア人が、南イタリアに植民都市エレア（現ヴェーリア）を建設（おおよその年代）。この都市は後に「エレア派哲学」（パルメニデス、ゼノンら）の拠点となる。
- アマシスの画家（英語版）が黒絵式アンフォラに「ディオニューソスとマイナスたち」の絵を描く。
- エクセキアスが黒絵式アンフォラに「大アイアース自害」の場面を描く。
  - これらは、ギリシア黒絵式陶器の高度な技術を示す代表例となる。

### 天文学的現象
- この頃、ヘール・ボップ彗星が地球に最接近し、当時の夜空に現れる。この彗星は約2500年後の1997年に再び観測された。

### 中国
- 晋の韓起（韓宣子）が使節として魯を訪れた。
- 斉の陳無宇が公女少姜を晋に送ったところ、中都で捕らえられた。
- 魯の叔弓が晋に赴いた。
- 鄭の公孫黒が乱を起こし、游氏を排除して取って代わろうとして失敗した。駟氏と諸大夫が公孫黒の殺害を図ったため、子産は公孫黒の罪を列挙して、自死を促した。公孫黒は自ら縊死して果てた。
- 晋の少姜が亡くなり、魯の昭公が弔問に晋へと向かったが、晋の謝絶を受けて黄河まできて引き返した。季孫宿がそのまま晋に入って弔問した。
- 晋の羊舌肸（叔向）が陳無宇を釈放するよう平公に進言し、陳無宇は解放されて斉に帰国した。

## 誕生
- コスのエピカルモス - 古代ギリシアの劇作家（おおよその年代、紀元前450年ころ没）